# La casa chica
La casa chica es una película de drama mexicana de 1950 dirigida por Roberto Gavaldón y protagonizada por Dolores del Río y Miroslava Stern. Se estrenó el 9 de febrero de 1950 en México.

## Argumento
Amalia (Dolores del Río), envejecida, recuerda cuando Fernando Mendoza (Roberto Cañedo), su antiguo compañero de la Facultad de Medicina, llegó a San Esteban, el pueblo donde ella vivía. Trabajaron juntos y se convirtió en su amor. Aunque estaba comprometido con otra, Fernando decidió regresar a la ciudad para terminar su compromiso con ella y reencontrarse al fin con Amalia, pero los hechos no sucederán como lo habían previsto.

## Reparto
- Dolores del Río como Amalia Estrada.
- Roberto Cañedo como Dr. Fernando Mendoza.
- Miroslava Stern como Lucila del Castillo.
- Domingo Soler como Profesor Alfaro.
- María Douglas como Nelly Gutiérrez.
- José Elías Moreno	como Carlos Villanueva.
- Julio Villarreal como Sr. del Castillo
- Arturo Soto Rangel como Dr. Carrasco